# Карлос Інарехос
Карлос Інарехос (ісп. Carlos Inarejos, 27 травня 1984, Гандія) — іспанський футбольний тренер.

## Кар'єра
Карлос має диплом викладача по спеціальності фізичне виховання, ступінь психопедагогіки та офіційний диплом магістра спортивної діяльності та здоров’я, а також PRO-диплом УЄФА. Карлос почав свою тренерську кар'єру, працюючи з 2011 по 2013 рік тренером юнацьких команд «Аліканте». Пізніше, в першій половині сезону 2013/14, він входив до тренерського штабу клубу «Реал Мурсія Імперіал».
У січні 2014 року став головним тренером клубу «Атлетіко Артахонес» з Терсери, але не врятував команду від вильоту. У наступному сезоні він керував клубу у регіональній лізі до червня 2015 року. У лютому 2016 року Інарехос став тренером іншого клубу регіональної ліги «Реаль-де-Гандія». Також Карлос працював викладачем в федерації футболу Іспанії, директором академії «Кітве Юнайтед» у Замбії, опублікував кілька книжок.
Протягом сезону 2016/17 він був помічником Карлоса Корберана у кіпрському «Ермісі».
8 лютого 2017 року став головним тренером футбольного клубу «Манчестер 62» з вищого дивізіону Гібралтару, змінивши Габіно Родрігеса, але вже через місяць, 17 березня 2017 року, його замінив Кіко Прієто.
У сезоні 2017/18 Інарехос тренував клуб «Мюлуз» з п'ятого за рівнем дивізіону Франції, після чого приєднався до саудівського клубу «Аль-Гіляль» (Ер-Ріяд), щоб очолити молодіжну команду U-23.
Пізніше Карлос відправився до Катару і очолював резервну команду «Аль-Аглі» (Доха) протягом сезону 2019/20, а також тимчасово був головним тренером першої команди після уходу Рубена де ла Баррери в листопаді 2019 року, до прибуття за кілька тижнів нового головного тренера Небойши Йововича.
З липня по вересень 2020 року був помічником Рауля Канеди в клубі «Хаур-Факкан» з Об’єднаних Арабських Еміратів.
У жовтні 2020 року Інарехос підписав контракт з саудівським «Аш-Шабабом» (Ер-Ріяд) і очолив молодіжну команду U-23. 6 січня 2021 року, після звільнення португальського тренера Педру Кайшіньї, Карлос був призначений головним тренером першої команди до кінця сезону і став віце-чемпіоном країни. Він залишив клуб 31 травня 2021 року після закінчення контракту.
23 вересня 2021 року Інарехос підписав угоду з українським клубом «Карпати» (Галич) з Другої ліги.